# Synod w Arles
Synod w Arles – synod zwołany 1 lipca 314 w celu rozwiązania sporu pomiędzy donatystami a katolikami. W Arles odbyło się wiele synodów.
W 312 został wybrany na biskupa Kartaginy diakon Cecylian. Jego przeciwnicy zarzucili mu nieważność święceń, gdyż jeden z konsekratorów - biskup Feliks z Aptungi - miał podczas prześladowań zdradzić wiarę chrześcijańską i wydać święte księgi poganom. Synod biskupów numidyjskich pod przewodnictwem Sekundusa z Tigisis złożył Cecyliana z urzędu. Na jego miejsce wybrano na biskupa Majorinusa, który zmarł w 313. Jego następcą został Donat, dotychczasowy biskup Casa Nigra.
Zwolennicy Cecyliana odwołali się do cesarza Konstantyna Wielkiego. W kwietniu 313 to samo uczynili donatyści prosząc, by władca wyznaczył sędziów z Galii. Cesarz postanowił, że spór rozstrzygnie papież Milcjades i trzech biskupów galijskich Marian z Arles, Retycjusz z Autun i Maternus z Kolonii. Papież wezwał także 15 biskupów italskich. Synod obradujący w Rzymie 15 lutego 314 uznał Cecyliana za prawowitego biskupa.
Donatyści odwołali się od wyroku zarzucając, że synod rzymski nie dopełnił wszystkich formalności. Cesarz polecił ponowne rozpatrzenie sprawy synodowi w Arles. 1 sierpnia 314 zapadło niekorzystne dla donatystów postanowienie. Żadna ze stron nie była z niego zadowolona. Konstantyn Wielki zakazał delegacji donatystów powrotu do Afryki. Usiłował także mianować nowego biskupa zamiast Cecyliana.